# Jacob Jensen Nordmand
Jacob Jensen Nordmand (ca. 1616, Norge - 15. september 1695, Smørum) var en dansk elfenbensskærer og rustmester.

## Karriere
I 1630 blev han i en ung alder matros i orlogsflåden, hvor han deltog i togt til Hamborg. Herefter rejste han til Holland, hvor han blev smed og tjente som hollandsk soldat i Brasilien. Tilbage i Norge blev han konstabel på Akershus, hvor han deltog i Torstenssonfejden.
Under kong Frederik 3. og Sophie Amalie af Braunschweig-Lüneburgs rejse til Kristiania (Oslo), hvor de skulle hyldes, kom Nordmand i forbindelse med parret, og han rejste til København som drabant. Her blev han udnævnt som kongelig lademager (drejer) og førte tilsyn med kongens livgeværer. 1657 blev han udnævnt til rustmester på tøjhuset.
Han købte en del i skibet Højehald i 1658, der under Københavns belejring var udlagt i Kalvebodstrand. Han udførte flere genstande i elfenben, rav og lignende. Hans hovedværk er en model af fregatten Norske Løve (udført 1654), der er udstillet på Rosenborg Slot.
Han døde i 1695, og blev begravet i Smørum Kirke.